# Dennis Budimir
Dennis Budimir (20. června 1938 – 10. ledna 2023) byl americký kytarista, který hrál coby člen kolektivu studiových hudebníků The Wrecking Crew na stovkách desek.
Narodil se v Los Angeles a profesionálně začal hrát již ve čtrnácti letech. V padesátých letech hrál mj. s jazzovým bubeníkem Chicem Hamiltonem a v kvartetu s La Montem Youngem, Donem Cherrym a Billym Higginsem. V letech 1961 až 1963 působil v armádě a po návratu začal pracovat jako studiový hudebník. Hrál například na albech Davida Cassidyho, Harryho Nilssona, Roberta Palmera, Franka Zappy a kapely The 5th Dimension. Rovněž hrál na soundtracích ke stovkám filmů a vydal několik vlastních alb, včetně The Creeper (1965), Alone Together (1967) a The Soul of Dennis Budimir (2012)